# Петер Альтмаєр
Пе́тер А́льтмаєр (нім. Peter Altmaier; нар. 18 червня 1958, Енсдорф, ФРН) — німецький політик, з 17 грудня 2013 — глава відомства федерального канцлера і федеральний міністр з особливих доручень, з 22 травня 2012 по 17 грудня 2013 — федеральний міністр з охорони навколишнього середовища, охорони природи та ядерної безпеки.

## Життєпис
Після закінчення середньої школи в 1978 пройшов військову службу.
З 1980 вивчав право в Університеті землі Саар, який закінчив у 1985.
1985–1987 — науковий співробітник на кафедрі конституційного та міжнародного права в Університеті землі Саар, 1988–1990 — науковий співробітник Європейського інституту Університету землі Саар, з 1990 року офіційний представник Європейської комісії, в той час як з 1993 по 1994 займав пост генерального секретаря Адміністративної комісії соціальної захисту трудящих-мігрантів ЄС.
У 1974 вступив в «Молодіжний союз Німеччини», а в 1976 — в ХДС.
Член парламенту з 1994.
2004–2005 — радник фракції ХДС/ХСС, з листопада 2005 по жовтень 2009 — парламентський статс-секретар Федерального міністерства внутрішніх справ, з 27 жовтня 2009 — перший парламентський секретар.
23 серпня 2021 представляв ФРН на Кримській платформі.